# Wola Blakowa (gromada)
Wola Blakowa – dawna gromada, czyli najmniejsza jednostka podziału terytorialnego Polskiej Rzeczypospolitej Ludowej w latach 1954–1972.
Gromady, z gromadzkimi radami narodowymi (GRN) jako organami władzy najniższego stopnia na wsi, funkcjonowały od reformy reorganizującej administrację wiejską przeprowadzonej jesienią 1954 do momentu ich zniesienia z dniem 1 stycznia 1973, tym samym wypierając organizację gminną w latach 1954–1972.
Gromadę Wola Blakowa siedzibą GRN w Woli Blakowej utworzono – jako jedną z 8759 gromad na obszarze Polski – w powiecie radomszczańskim w woj. łódzkim, na mocy uchwały nr 36/54 WRN w Łodzi z dnia 4 października 1954. W skład jednostki wszedł obszar dotychczasowej gromady Wola Blakowa ze zniesionej gminy Brudzice oraz obszary dotychczasowych gromad Krępa wieś i Krępa kolonia ze zniesionej gminy Dobryszyce w tymże powiecie. Dla gromady ustalono 17 członków gromadzkiej rady narodowej.
Gromadę zniesiono 31 grudnia 1959, a jej obszar włączono do gromad Lgota Wielka (wieś Wola Blakowa, wieś Antoniew i kolonię Wrzesina) i Ładzice (wieś i kolonię Krępa oraz wieś Józefina).